# Majestic Tower
La Majestic Tower est un gratte-ciel de 207 mètres construit en 2009 à Charjah aux Émirats arabes unis.